# Rathaus Abscon

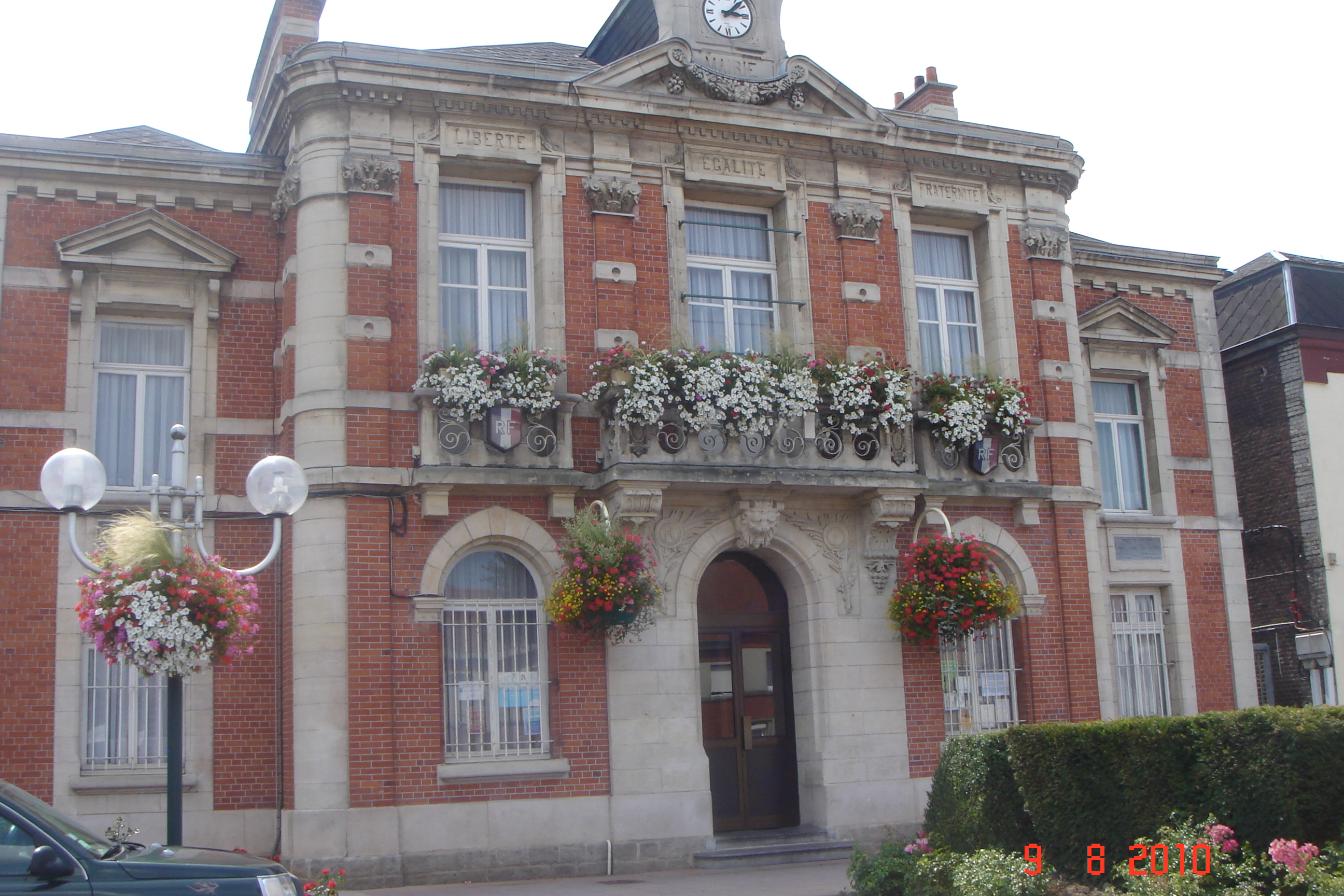
Rathaus in Abscon

Die Rathaus (frz. Mairie) in Abscon, einer französischen Gemeinde im Département Nord in der Region Hauts-de-France, wurde 1886 errichtet.

## Beschreibung
Das repräsentative Rathaus an der Place du Général-de-Gaulle war für die kleine Gemeinde sehr groß ausgefallen. Das symmetrische Gebäude mit der Freitreppe zum Haupteingang in der Mittelachse besteht aus Ziegelmauerwerk und Haustein für die Fensterrahmungen, Ecken und weiteren dekorativen Teilen. Der Mittelrisalit wird von einer Uhr und dem Wappen der Gemeinde in einem Dreiecksgiebel überragt. 
Über dem Portal sind drei Balkone vorhanden, dahinter ist der Ratssaal, der über eine monumentale Treppe zu erreichen ist. Über den Obergeschossfenstern des Mittelrisalits ist die Parole der Revolution Liberté, égalité, fraternité eingemeißelt. 